# Мань-Кисыръя
Мань-Кисыръя (устар. Мань-Кисыр-Я) — река в Берёзовском районе Ханты-Мансийского автономного округа. Устье реки находится в 11 км по левому берегу реки Яныг-Кисыръя. Длина реки 18 км.

## Данные водного реестра
По данным государственного водного реестра России относится к Нижнеобскому бассейновому округу, водохозяйственный участок реки — Северная Сосьва, речной подбассейн реки — Северная Сосьва. Речной бассейн реки — (Нижняя) Обь от впадения Иртыша.